# Château de Helmsley
Le château de Helmsley (également connu anciennement sous le nom de Hamlake) est un château médiéval situé dans le bourg de Helmsley, dans le parc national des North York Moors, dans le Yorkshire du Nord, en Angleterre.

## Histoire
Bien que le domaine de Helmsley ait été accordé à Robert de Mortain à la suite de la conquête normande ; il n'y a aucune preuve qu'il ait construit un château dans la région. Le château, construit en bois vers 1120, est bâti par Walter Espec. Il est situé sur un éperon rocheux surplombant la rivière Rye. Doté de doubles fossés entourant un bailey intérieur rectangulaire, le château ne ressemble guère aux châteaux de motte et bailey construits à l'époque (comme le château de Pickering à proximité). Le château de Helmsley n'est qu'à 3 km de l'abbaye de Rievaulx et Walter Espec concède le terrain pour l'abbaye. Aelred, qui est le premier maître des novices de l'abbaye, est connu pour être impliqué dans les affaires de l'Espec (militaires et personnelles) et Helmsley est souvent utilisé comme lieu sûr pendant les périodes d'instabilité.
Walter n'a pas d'enfant et à sa mort en 1154, le château passe à sa sœur Adelina qui a épousé Peter de Roos. En 1186, Robert de Ros, fils d'Everard de Ros, commence les travaux de construction du château en pierre. Il construisit deux tours principales, les tours d'angle rondes et la porte principale du côté sud du château. Il meurt en 1227, cédant le château à son fils aîné Guillaume qui y vit de 1227 à 1258. La seule modification apportée au château à cette époque est la construction de la chapelle dans la cour.
Le fils de William, Robert, hérite du château et est seigneur de Helmsley de 1258 à 1285. Son mariage avec Isabel d'Aubigny (héritière du château de Belvoir) finance la construction de la nouvelle salle et de la cuisine, ainsi que le renforcement du château et peut-être l'impressionnante barbacane sud, construite entre 1227 et 1285. Il construit un mur divisant le château en côtés nord et sud, la moitié sud étant destinée à l'usage privé de la famille du seigneur dans la nouvelle salle et la tour est, et la moitié nord contenant l'ancienne salle destinée à être utilisée par l'intendant et les autres serviteurs. Le renforcement du château se poursuit tout au long de la vie du fils de Robert, William. Guillaume de Ros II meurt en 1316. La tour Est a peut-être été surélevée spécifiquement pour la visite du roi Édouard III, qui séjourne au château pendant environ cinq jours en 1334.
Le château de Helmsley reste en possession de la famille de Roos jusqu'en 1478, date à laquelle Edmund de Roos le vend à Richard, duc de Gloucester qui devient plus tard Richard III. Richard n'a rien fait au château, résidant plutôt au château de Middleham. Après la mort de Richard III à la bataille de Bosworth, le château de Helmsley est restitué à Edmund de Roos par Henri VII.
Edmund meurt sans enfant en 1508 et le château passe à son cousin George Manners d'Etal, mort en 1513 et remplacé par son fils Thomas. Il est créé comte de Rutland en 1525. À sa mort en 1543, Thomas est remplacé par son fils Henri, mais c'est avec son petit-fils Édouard que le château est ensuite modifié. Il fait transformer l'ancienne maison en manoir Tudor, transforme la chapelle du XIIIe siècle en cuisine reliée à l'ancien hall par une galerie couverte et démolit le hall récent. La barbacane sud est alors transformée en une résidence plus confortable. Une lettre d'avril 1578 décrit la lenteur des travaux du maçon (et le paiement d'une somme de 10 £ au maçon), et que du bois est disponible pour une galerie dans le grenier du manoir. À la mort d'Edward en 1587, son frère John Manners hérite du château, suivi du fils de John, Roger, puis du frère cadet de Roger, Francis. À la mort de Francis en 1632, le château passe à George Villiers, 1er duc de Buckingham par son mariage avec Katherine, la fille de Francis.

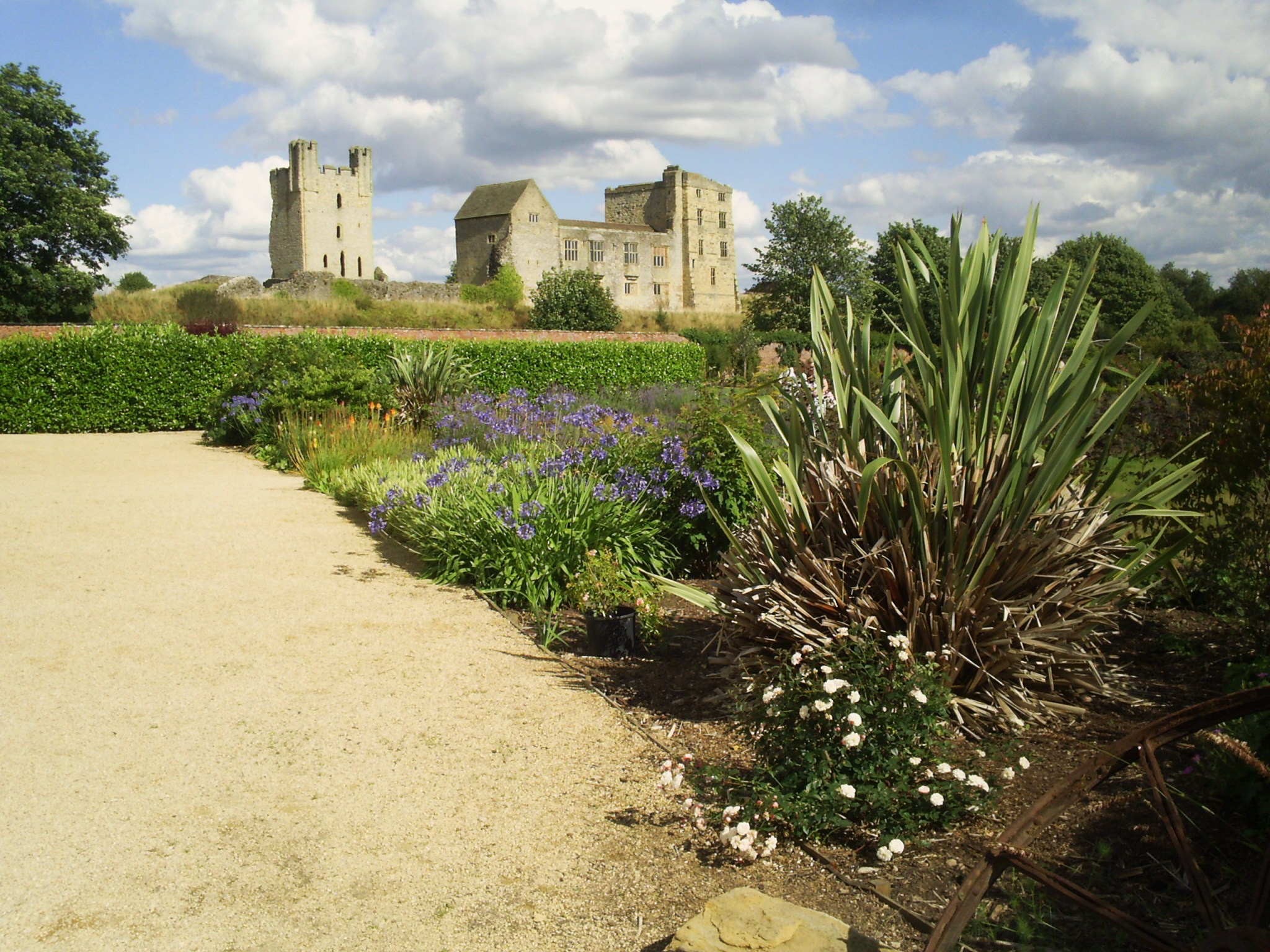
Château de Helmsley vu de son jardin clos à l'ouest. Le donjon d'origine se trouve à gauche. Les bâtiments à droite sont des appartements résidentiels ajoutés dans les années 1500.

Pendant la guerre civile anglaise, le château est assiégé par Thomas Fairfax en 1644. Jordan Crosland l'occupe pour le roi pendant trois mois avant de se rendre. Le Parlement ordonne que le château soit démantelé et une grande partie des murs, des portes et une partie de la tour est sont détruits. Mais le manoir est épargné. Le château passe à George Villiers, 2e duc de Buckingham qui épouse Mary, fille de Thomas Fairfax en 1657.
Après sa mort en 1687, le château est vendu à Charles Duncombe en 1695. C'est un banquier et un homme politique qui est fait chevalier en 1699 et devient lord-maire de Londres en 1708. Le domaine de 40 000 acres est acheté pour la somme de 90 000 £ (environ 11 000 000 £ en 2018). Le mari de sa sœur Mary, Thomas Brown, hérite du château à la mort de Charles en 1711. Thomas change son nom pour Duncombe. Il engage William Wakefield, un protégé de John Vanbrugh, pour construire une maison de campagne à Duncombe Park surplombant le château, et laisse le château se dégrader. Le château devient une toile de fond pittoresque pour le domaine de Duncombe Park et est même dessiné par Turner. Le château tombant en ruine, la communauté locale profite du site pour organiser des fêtes, des concours et même des salons agricoles. Le vicaire de l'église All Saints, Charles Norris Gray, organise souvent des événements dans le château tout au long de la dernière partie du XIXe siècle. Le château passe aux mains du ministère des Travaux publics en 1923 (sous la tutelle de Charles Peers), qui entreprend le déblayage des débris et des arbres du site. Les remarquables terrassements du château étaient prévus pour s'inscrire dans le cadre d'une défense antichar pendant la Seconde Guerre mondiale. Bien qu'il appartienne toujours à la famille de Lord Feversham, de Duncombe Park, le château est désormais sous la garde d'English Heritage.